# Eblana
Eblana es el nombre de un antiguo asentamiento en lo que hoy es Dublín.
La referencia más temprana a Dublín es en los escritos de Ptolomeo, el astrónomo y cartógrafo griego, alrededor del año 140 d. C., quien la llama Eblana Civitas. Esto parecería darle a Dublín una base justa para clamar casi dos mil años de antigüedad, pues el asentamiento debió de haber existido un tiempo considerable antes de que Ptolomeo supiera de él.
Algunos historiadores sugieren que el nombre Eblana en el mapa de Ptolomeo es, de hecho, una distorsión de Deblana, que es una versión del nombre gaélico Dubh Linn (Estanque Negro), del cual se deriva en nombre en inglés moderno Dublin.
Parece que los geográfos en la antigüedad solían truncar la letra inicial de los nombres de lugares. Por ejemplo, en vez de Pepiacum y Pepidii (en Gales, Ptolomeo escribe Epiacum y Epidii); y por Dulcinium (hoy Ulcinj, en Montenegro), él tiene Ulcinium.
El Teatro Eblana estaba ubicado en el sótano de Busaras, la estación central de camiones de Dublín, operada por Bus Éireann. Un pequeño teatro, famoso sin alas, fue abierto de 1959 hasta los primeros años de los noventa. En la mitad de los noventa, el Eblana era operado por el Teatro Andrew's Lane. Después de eso, fue alquilado por la Compañía de Teatro Northside. Cerró en 1995 y desde entonces ha sido remodelado y convertido en un almacén de equipaje. El Teatro Eblana fue recientemente reabierto y ha sido renombrado el 'Nuevo Teatro Eblana'.

## Para más información
- History of Dublin de Ken Finaly's http://indigo.ie/~kfinlay/

- Datos: Q1279916